# 瑟姆藏日
瑟姆藏日（法語：Semezanges，法語發音：[səmzɑ̃ʒ]）是法国科多尔省的一个市镇，位于该省南部，属于第戎区。

## 地理
瑟姆藏日（47°12'55"N, 4°51'30"E）面积8.14 平方千米，位于法国勃艮第-弗朗什-孔泰大區科多尔省，该省份为法国中东部省份，北起奥布省，西接涅夫勒省和约讷省，南至索恩-卢瓦尔省，东南接汝拉省，东临上索恩省，东北部与上马恩省接壤。
与瑟姆藏日接壤的市镇（或旧市镇、城区）包括：尚伯夫、热尔格伊、泰尔南、瓦尔福雷。

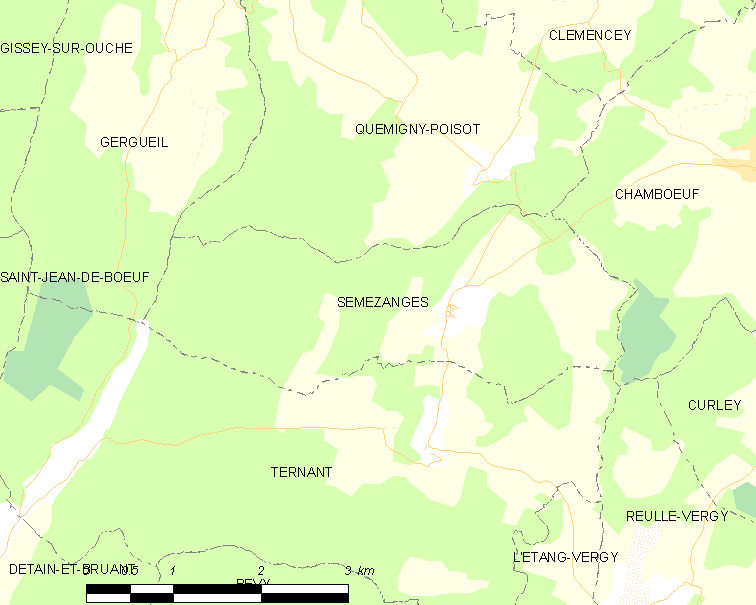
瑟姆藏日的OSM定位图

瑟姆藏日的时区为UTC+01:00、UTC+02:00（夏令时）。

## 行政
瑟姆藏日的邮政编码为21220，INSEE市镇编码为21601。

## 政治
瑟姆藏日所属的省级选区为隆维县。

## 人口

1962-2008年间瑟姆藏日人口变化图示

瑟姆藏日于2022年1月1日时的人口数量为92人。